# Cytharopsis
Cytharopsis é um gênero de gastrópodes pertencente à família Mangeliidae.
Não deve ser confundido com Citharopsis Pease, 1868, sinônimo de Anarithma Iredale, 1916 (família Mitromorphidae).[carece de fontes?]

## Espécies
- Cytharopsis butonensis (Schepman, 1913)
- Cytharopsis cancellata A. Adams, 1865
- Cytharopsis exquisita (E. A. Smith, 1882)
- Cytharopsis kyushuensis T. Shuto, 1965
- Cytharopsis radulina Kuroda & Oyama, 1971

Espécies trazidas para a sinonímia
- Cytharopsis gracilis Pease, 1868: sinônimo de Seminella peasei (Martens & Langkavel, 1871)
- Cytharopsis ornata Pease, 1868: sinônimo de Zafra ornata (Pease, 1868)
- Cytharopsis solida (L.A. Reeve, 1846) : sinônimo de Eucithara solida (L.A. Reeve, 1846)